# Holzfäller

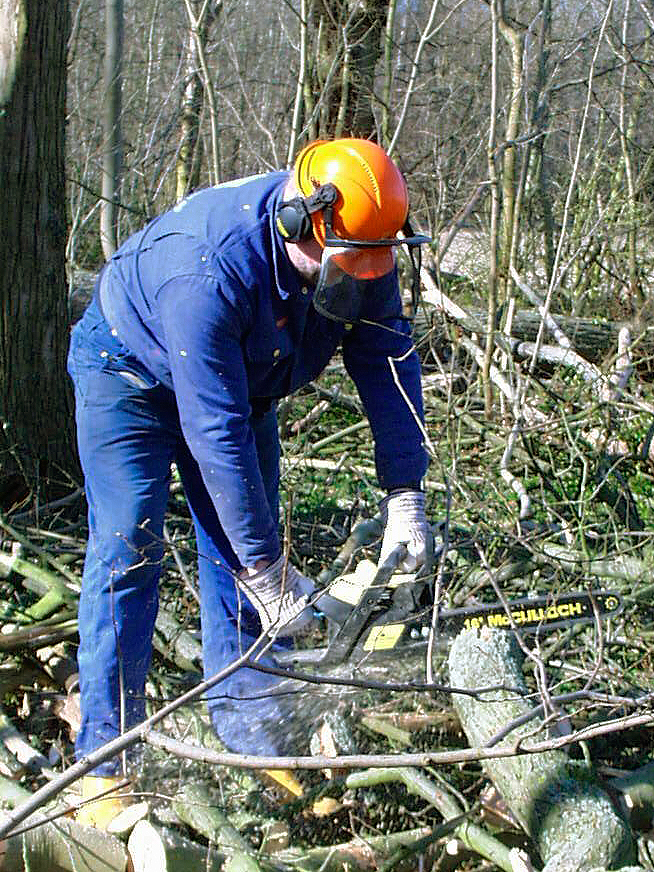
Holzfäller mit Kettensäge; Helm, Gehörschutz, Visier aus Drahtnetz hochgeklappt (2002)

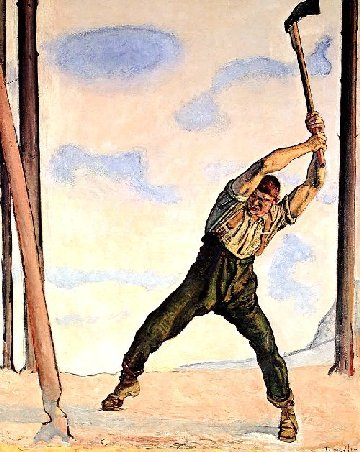
Holzfäller (Gemälde von Ferdinand Hodler, 1910)

Holzfäller (auch: Stabschläger oder veraltet Fäller, Holzhacker, Holzhauer) ist eine traditionelle Bezeichnung für einen sehr alten Beruf. Die Aufgabe eines Holzfällers liegt im Fällen von Bäumen und der Vorbereitung der gefällten Bäume zum Abtransport.

## Geschichte
Zum eigenständigen Beruf wurde das Holzfällen durch den massiven Anstieg des Holzbedarfs im Zusammenhang mit der Entstehung des Bergbaus, der Verhüttung und Metallverarbeitung und der damit verbundenen Arbeitsteilung.
In der Antike benötigten immer größere Gemeinwesen zunehmende Mengen Heiz- und Bauholz. Befestigungsanlagen sowie exzessiv betriebener Schiffbau erforderten organisierten Holzeinschlag und Transport. Der Holzfäller arbeitete bis in die Anfänge des 20. Jahrhunderts eng mit den fast ausgestorbenen Berufen der Flößer und Köhler zusammen.
Eine einschneidende Veränderung brachte der zunehmende industrielle Einsatz komplexer Maschinen wie des Holzvollernters.
Der Beruf des einfachen Holzfällers wandelte sich zum Forstwirt und spezialisierten Maschinenbediener.

## Ausrüstung

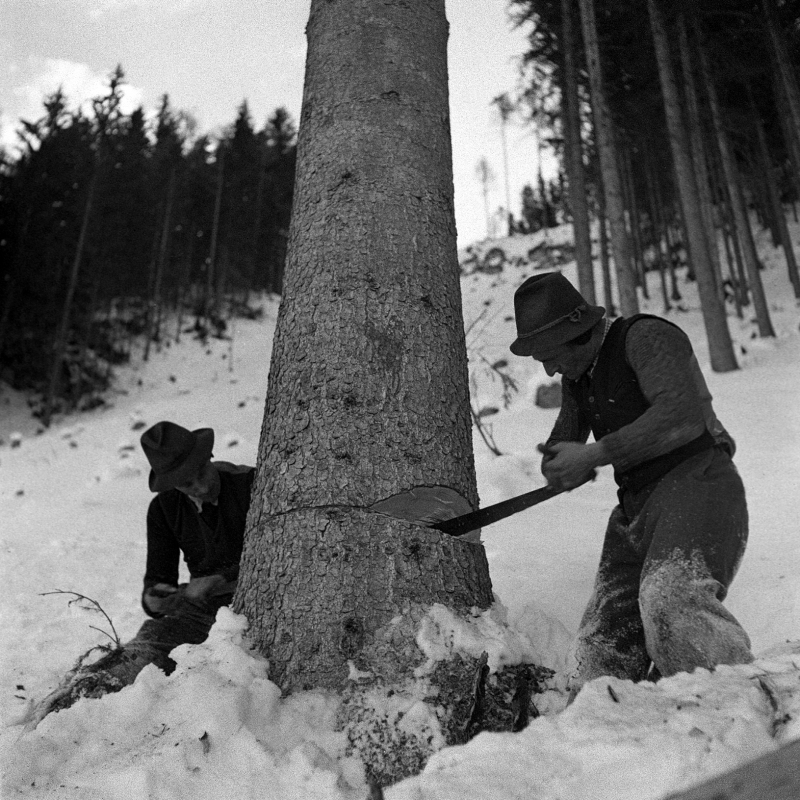
Holzfäller bei der Arbeit (Stockenboi-Graben, Kärnten; 1952)

Holzfäller ist ein mühsamer und gefährlicher Beruf. Seit Jahrtausenden werden zum manuellen Fällen lediglich Äxte, Fällkeile oder Sägen eingesetzt. Mit den ersten Motorsägen nach 1900 und weiteren technischen Innovationen in den 1950er Jahren verbesserten sich die Arbeitsbedingungen und Verdienstmöglichkeiten. Durch die Verwendung von Schutzausrüstung wie Forsthelm, Gehörschutz und Schnittschutzkleidung sowie strengere Unfallverhütungsvorschriften ist die motormanuelle Waldarbeit sicherer geworden.

## Wettkämpfe

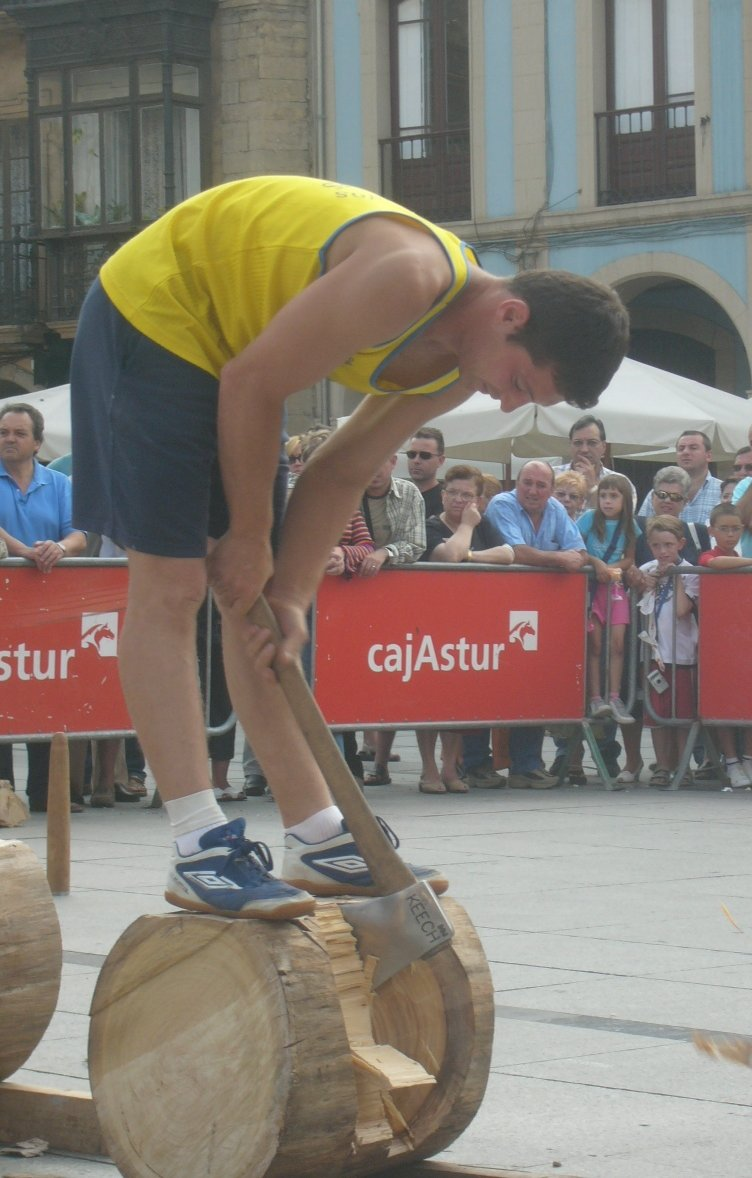
Holzfäller beim traditionellen Wettkampf in Nordspanien, 2004

Baumfällen bzw. Holzhacken ist eine der acht traditionellen Disziplinen bei den jahrhundertealten baskischen Kraftspielen in Nordspanien und im französischen Baskenland.
In moderner Zeit entstanden auch an vielen anderen Orten Holzfäller-Meisterschaften. Die Anfänge waren 1891 in Australien. Beliebt waren solche Wettkämpfe besonders in Neuseeland, den USA und in Kanada. Dazu zählen die Lumberjack Meisterschaften in den USA, die World Logging Championships, die ihre Anfänge 1970 in Jugoslawien hatten und als Berufsweltmeisterschaft der Forstwarte gilt, und der Eurojack, eine Europameisterschaft für Holzer seit 2003, und die Stihl Timbersports, die diesen Sport professionalisiert hat. Hier geht es hauptsächlich um den Umgang mit Motor- und Handsägen. Dazu kommen die verschiedenen Disziplinen, wie Axtwerfen, möglichst viele Baumscheiben absägen oder auf im Wasser schwimmenden Baumstämmen balancieren. Diese Meisterschaften lassen sich mit den schottischen Highland Games vergleichen.

## Film
- Ax Men – Die Holzfäller – Doku-Serie USA 2008[2]